# Литовой
Вижте пояснителната страница за други значения на Лептокария.
Литово̀й или Лито̀во (на гръцки: Λεπτοκαρυά, Лептокария, до 1954 година Λιτοβόιο, Литовойо) е село в Егейска Македония, дем Пела на административна област Централна Македония.

## География
Селото е разположено на 190 m надморска височина в северозападния край на Солунското поле на 10 километра североизточно от Енидже Вардар (Яница) по пътя за Гумендже (Гумениса).

## История

### В Османската империя
В XIX век Литовой е чисто българско село в Ениджевардарска каза на Османската империя. В 1848 година руският славист Виктор Григорович описва в „Очерк путешествия по Европейской Турции“ Литово като българско село. Александър Синве („Les Grecs de l’Empire Ottoman. Etude Statistique et Ethnographique“), който се основава на гръцки данни, в 1878 година пише, че в Литовой (Litovoï), Воденска епархия, живеят 450 гърци.
На австро-унгарската военна карта селото е отбелязано като Литовой (Лутава) (Litovoj (Lutava), на картата на Йоргос Кондоянис също е отбелязано като Литовой (Λιτοβόι), християнско село. Според Николаос Схинас („Οδοιπορικαί σημειώσεις Μακεδονίας, Ηπείρου, Νέας οροθετικής γραμμής και Θεσσαλίας“) в средата на 80-те години на XIX век Литовой (Λιτοβώη) е село с 25 християнски семейства.
Към 1900 година според статистиката на Васил Кънчов („Македония. Етнография и статистика“) Литовой брои 200 жители, всички българи християни. В селото работи българска църква „Св. Никола“, която обаче при нещастен инцидент изгаря.
Цялото село е под върховенството на Българската екзархия. По данни на секретаря на Екзархията Димитър Мишев („La Macédoine et sa Population Chrétienne“) в 1905 година в Литовой (Litovoï) има 256 българи екзархисти и работи българско училище. Към 1906-1907 година енорийски свещеник на селото е Димитрий Айгъров от Дамян.
Кукушкият околийски училищен инспектор Никола Хърлев пише през 1909 година:
| „ | Литовой, 15 /III, 1 ч. от Дамян. 30 български екзархийски къщи, чифлик. Поминъкът е земеделие, лозарство и бубарство. Черквата е отворена; тя притежава една малка дъбова кория и 2 погона ниви. Селото се отказало от Патриаршията преди статуквото и училището не е бивало закрито. Училището е частна къща - земница, без таван, тъмно. Преди три години селянете започнали да строят училищно здание, но бегът ги спрял. | “ |

По данни на Екзархията в 1910 година Литовой е чифлигарско село с 43 семейства, 197 жители българи и една черква.
В 1910 година Халкиопулос пише, че в селото (Λιτοβόι) има 250 екзархисти.

### В Гърция
През Балканската война селото е окупирано от гръцки части и остава в Гърция след Междусъюзническата война. В 1912 година е регистрирано като селище с християнска и мююлманска религия и „македонски“ език. Преброяването в 1913 година показва Литовой (Λιτοβόι) като село със 128 мъже и 92 жени.
Боривое Милоевич пише в 1921 година („Южна Македония“), че Литовой (Литовој) има 35 къщи славяни християни.
Всички 40 български семейства или 207 души се изселват в България. Литовойци са настанени главно в Патреш, и на негово място са настанени гърци бежанци. Ликвидирани са 7 имота на жители, преселили се в България. В 1924 година мюсюлманските му жители са изселени в Турция. В 1928 година селото е представено като чисто бежанско със 132 бежански семейства и 471 души бежанци.
По време на Гражданската война в Гърция (1946 – 1949) властите изселват жителите в полските селища, а след нормализацията на обстновката, те се връщат обратно.
В 1954 година селото е прекръстено на Лептокария.
Населението намалява поради емиграция в градовете и чужбина. Произвежда се жито, тютюн овошки, като е развито частично и земеделието.
| Година    | 1913 | 1920 | 1928 | 1940 | 1951 | 1961 | 1971 | 1981 | 1991 | 2001 | 2011 | 2021 |
| --------- | ---- | ---- | ---- | ---- | ---- | ---- | ---- | ---- | ---- | ---- | ---- | ---- |
| Население | 220  | 193  | 364  | 552  | 215  | 334  | 216  | 213  | 204  | 215  | 187  | 132  |

## Личности
Родени в Литовой
- Гоно Васков, председател на селския комитет на ВМОРО[19]
- Христо Япаджиев (Ичко Паджиев), бежанец в Патреш, при свада прострелва местни момчета, изселва се в Свети Влас и става член на ВМРО. Завръща се в Македония, а по-късно участва в организирането на Воденския батальон на Георги Димчев през 1944 година и е комендант на военния лагер. До края на живота си живее в СР Македония.[20]
- Стоян Бабин, Христо Аризанов, дейци на местния комитет на ВМОРО[21]

Свързани с Литовой
- Иван Бабев (р. 1947), български историк с произход от Литовой